# Gmina Cascade (Iowa)

Położenie Gminy Cascade w hrabstwie Dubuque

Gmina Cascade (ang. Cascade Township) – gmina w USA, w stanie Iowa, w hrabstwie Dubuque. Według danych z 2000 roku gmina miała 1079 mieszkańców, a jej powierzchnia wynosi 92,68 km².